# Guennadi Golovine
Pour les articles homonymes, voir Golovine.
Guennadi Nikolaïevitch Golovine (en russe : Геннадий Николаевич Головин) est un écrivain russe né en 1940.

## Biographie
Guennadi Golovine est né en 1940 aux États-Unis, où ses parents étaient en poste au consulat d'URSS. Il arrive à Moscou en 1945, où il passe son enfance, puis étudie et entame sa carrière professionnelle.
Il est d'abord journaliste, et aborde la littérature en 1971. Ce n'est cependant qu'avec la Glasnost qu'il est publié (Anna Petrovna dans la revue Znamia, L'Anniversaire du défunt dans la revue Trezvost i kultura).

## Œuvres
- Anna Petrovna (Анна Петровна), 1987
- L'Anniversaire du défunt, roman (День рождения покойника, ed. Sovietsky pisatel, 1988) ed. du Seuil, trad. Catherine Prokhoroff, 1990
- Des millions avec plein de zéros, nouvelle (Миллионы с большими нулями, ed. Moskovsky rabotchi, 1989)
- L'Autre Côté, nouvelles et récits (Чужая сторона), 1989